# Folke Bergsten
Sven Erik Folke Bergsten, född 15 september 1889 i Karlskoga, död 21 september 1980 i Farsta, Stockholm, var en svensk hydrolog.
Bergsten blev filosofie kandidat 1914, filosofie licentiat 1918 och filosofie doktor 1927 på avhandlingen The Seiches of Lake Vetter. Han anställdes vid SMHA 1919, blev statshydrograf 1932, förste statshydrograf 1936 och var förste statshydrolog vid SMHI 1945–1954. Han utförde undersökningar av nutida nivåändringar i Sverige och av samband mellan vindarna och vattenståndet i havet och av vissa hydrologiska förhållanden i Sverige och Golfströmmens betydelse i Nordeuropas klimat.